# Alfonso Vallejo
Alfonso Vallejo (* 1943 in Santander, Kantabrien, Spanien; † vor oder am 3. Dezember 2021) war ein spanischer Neurologe und Professor für Medizinische Pathologie in Madrid. Als Dramatiker und Dichter veröffentlichte er 33 Theaterstücke und 20 Gedichtbände. Seine Theaterstücke wurden in Europa, den Vereinigten Staaten und Südamerika aufgeführt. Seine Werke wurden auch ins Französische, Deutsche, Arabische, Italienische, Portugiesische und Bulgarische übersetzt. Außerdem betätigte er sich als Maler.

## Leben
Alfonso Vallejo schloss seine schulische Ausbildung zwischen 1950 und 1961 mit dem französischen Baccalauréat und dem spanischen Bachillerato am Liceo Francés in Madrid ab.
1958 hielt er sich in Ushaw-Moor (Durham, UK), 1962 in Darlington (England) und 1963 in London auf. Anschließend verbrachte Vallejo auch einige Zeit in Frankreich, Deutschland, Großbritannien und Italien, weil er deren Sprachen sprechen konnte.
Zwischen 1961 und 1966 studierte er Medizin an der Universidad Complutense de Madrid. Dort beendete Vallejo sein Studium und ging 1968 wegen des ECFMG in die USA, wo er sich auf die Neurologie spezialisierte. 1977 wurde er an der  Universidad Autónoma de Madrid zum Doktor der Medizin promoviert.

### Medizinische Karriere
In den Jahren von 1971 bis 1973 war Vallejo Assistent bei dem Neurologen Portera am Hospital Clinico in Madrid. 1973 wurde er Leiter für Klinische Neurologie an einem der führenden Krankenhäuser.
Zwischen 1975 und 1985 war er Associate Professor für Neurologie an der Universidad Complutense. 1985 erhielt er den Titel Professor für Medizinische Pathologie. Diese Positionen nahm er im gleichen Krankenhaus wahr.
Während seiner Auslandsaufenthalte zwischen 1966 und 1977 arbeitete er mit einer Reihe von renommierten Spezialisten in Heidelberg, London, Amberes, Kopenhagen, Berlin und Paris zusammen.

### Künstlerische Laufbahn
Sein erstes Stück war „Cycle“ (1961), welches im Jahre 1963 mit französischen Schauspielern am französischen Institut in Madrid aufgeführt wurde. Von 1962 bis 1964 war er der Leiter des Universitätstheaters an der medizinischen Fakultät an der Universidad Complutense in Madrid. In den Jahren 1961 und 1982 schrieb er u. a. die Stücke: „La Sal de la tierra“, „El Bernardo“, „La Mentala“, „El Rodrigüello“, „Morituri“, „Los Toros de Guisando“, „El Tiznao“, „El desterrado“, „El Bernardo“, „La Mentala“, „El Rodrigüello“, „Morituri“ („Wir sind, zu sterben“), der Stier von Guisando,„Passion-time“ (auf Französisch) (1974), „Night-Syndrom“ (1980), „Angustias“ (1981), „Mamuts“ (1982).
Einige seiner Werke wurden ins Englische, Französische, Deutsche, Arabische, Italienische, Portugiesische, Polnische und Bulgarische übersetzt. Diese Stücke wurden in New York, Miami, Mexiko und anderen südamerikanischen Ländern sowie in Portugal, Großbritannien, Frankreich, Deutschland, Italien, Polen und anderen Ländern aufgeführt.

## Preise und Auszeichnungen
- 1975 Runner-up-Preis des Premio Lope de Vega für Ácido Sulfúrico
- 1976 Lope de Vega Preis für das Stück El desgüace.
- 1977 Fastenrath-Preis für El Cero Transparente von der
- 1978 Internacional Tirso de Molina-Preis für A Tumba Abierta Königlichen Akademie von Spanien (Real Academia Española)

## Werke

### Theaterstücke (Auswahl)
Vallejo ist der Autor von etwa fünfzig Stücken. Folgende Theaterstücke sind die wichtigsten:
- 1973: Fly-By
- 1974: Passion-Zeit
- 1974: El desguace
- 1974: Psss
- 1975: Ácido sulfúrico
- 1975: Latidos
- 1976: Eine Tumba Abierta
- 1976: Monólogo para sechs voces sin sonido
- 1976: El cero transparente
- 1977: Eclipse
- 1978: Infratonos
- 1978: La espalda del Círculo
- 1979: Cangrejos de Pared
- 1980: Fastenraht Premio de la Real Academia (Grundlage für die Oper “Kiu” von Luis de Pablo)
- 1980: Night-Syndrom
- 1981: Angustias
- 1981: Hölderlin
- 1982: Orquídeas y panteras
- 1982: Mamuts
- 1983: Gaviotas subterráneas
- 1983: Sol ulcerado
- 1984: Monkeys
- 1985: Week-End
- 1986: Espacio interior
- 1989: Tuatú
- 1991: Tobi-después
- 1995: Crujidos
- 1996: Kora
- 1998: Jindama
- 1999: Ébola Nerón
- 2001: Panic
- 2001: Greta en la confesión
- 2002: La inmolación, monólogo corto
- 2002: Hiroshima-Sevilla
- 2003: Jasmín, monólogo corto
- 2004: Soraya, monólogo corto
- 2004: Katacumbia
- 2005: Irstel, monólogo corto
- 2006: Una nueva mujer
- 2006: El escuchador de hielo

### Gedichte
1. 1969: El lugar de la tierra fría (Ed. Ágora)
2. 1976: Moléculas (Ed. Castilla)
3. 1988: Fuego lunario (Ed. Ayuso. Colección Endymion)
4. 1990: Más (Ediciones Endymion)
5. 1994: Carne interior (Ediciones Libertarias)
6. 1995: Matérica Luz (Ed. Libertarias/Prodhufi)
7. 1995: Claridad en acción (Ed. Huerga y Fierro; Prólogo: Francisco Nieva)
8. 1997: Sol Azul (Ed. Huerga y Fierro; Prólogo: Carlos Bousoño)
9. 1999: Fin de siglo y cunde el miedo (Ed. Alhulia; Prólogo: Óscar Barrero Pérez)
10. 2000: Eternamente a cada instante (Ed. Huerga y Fierro; Prólogo: Francisco Gutiérrez Carbajo)
11. 2001: Blanca oscuridad (Ed. Huerga y Fierro; Prólogo: Francisco Gutiérrez Carbajo)
12. 2002: Plutónico Ser (Ed. Huerga y Fierro; Prólogo: Francisco Gutiérrez Carbajo)
13. 2003: Brujulario Astral (Ed. Huerga y Fierro; Prólogo: Francisco Gutiérrez Carbajo)
14. 2003: Labirinto-Indagine 40 (Traducción de Emilio Coco; Prólogo: Francisco Gutiérrez Carbajo)
15. 2004: Transconciencia y deseo (Ed. Huerga y Fierro; Prólogo: Francisco Gutiérrez Carbajo)
16. 2005: Esencia y prerrealidad (Ed. Huerga y Fierro; Prólogo: Francisco Gutiérrez Carbajo)
17. 2006: Intuinstinto y verdad (Ed. Huerga y Fierro; Prólogo: Francisco Gutiérrez Carbajo)
18. 2007: Fantasía y sinrazón (Ed. Huerga y Fierro; Prólogo: Francisco Gutiérrez Carbajo)
19. 2008: Intramundo, quimera y pasión (Ed. Huerga y Fierro; Prólogo: Francisco Gutiérrez Carbajo)
20. 2008: Enigma y develación (Ed. Huerga y Fierro; Prólogo: Francisco Gutiérrez Carbajo)
21. 2020: "Después" Alfonso Vallejo (2020) Edición y prólogo Francisco Gutiérrez Carbajo

### Kunstausstellungen
- Madrid (1983, 1988, 1992, 1997, 2008)
- Saragossa (1991)
- Aranjuez (2004, 2005)
- Alcorcón (2007)
- Cuenca (2008)